# Neomangaloria
Neomangaloria is een geslacht van kreeftachtigen uit de klasse van de Ostracoda (mosselkreeftjes).

## Soorten
- Neomangaloria kollmanni Honnappa, Pathy & Abrar, 1984
- Neomangaloria viswanathi Honnappa, Pathy & Abrar, 1984